# 蒂姆·歐普
蒂姆·辛格·歐普 PC MP（1974年11月14日—），加拿大政治人物、银行家和电台主持人，現任聯邦保守黨副黨魁和埃德蒙顿门户选区眾議院議員。 他曾於2008年至2015年担任埃德蒙顿—舍伍德公园选区眾議院議員並於2011年至2013年在保守黨總理哈珀內閣中担任民主改革国务部长。

## 早年生活
歐普于1974年11月14日出生于卑詩省低陆平原地区的新威斯敏斯特市，并在艾伯塔省埃德蒙顿长大。他的家人是从印度旁遮普邦移民过来的锡克教徒。1992年至1997年，他担任埃德蒙顿CKER广播节目的执行制片人兼主持人。 2004年，他成为道明加拿大信托的住宅抵押贷款经理。歐普是南埃德蒙顿青年团的创始人兼主席，自2001年起一直担任首都健康社区健康委员会成员。多年来，他一直是舍伍德公园商会和舍伍德公园扶轮社的活跃成员。他还是埃德蒙顿警察社区咨询委员会的创始成员之一。

## 政治生涯

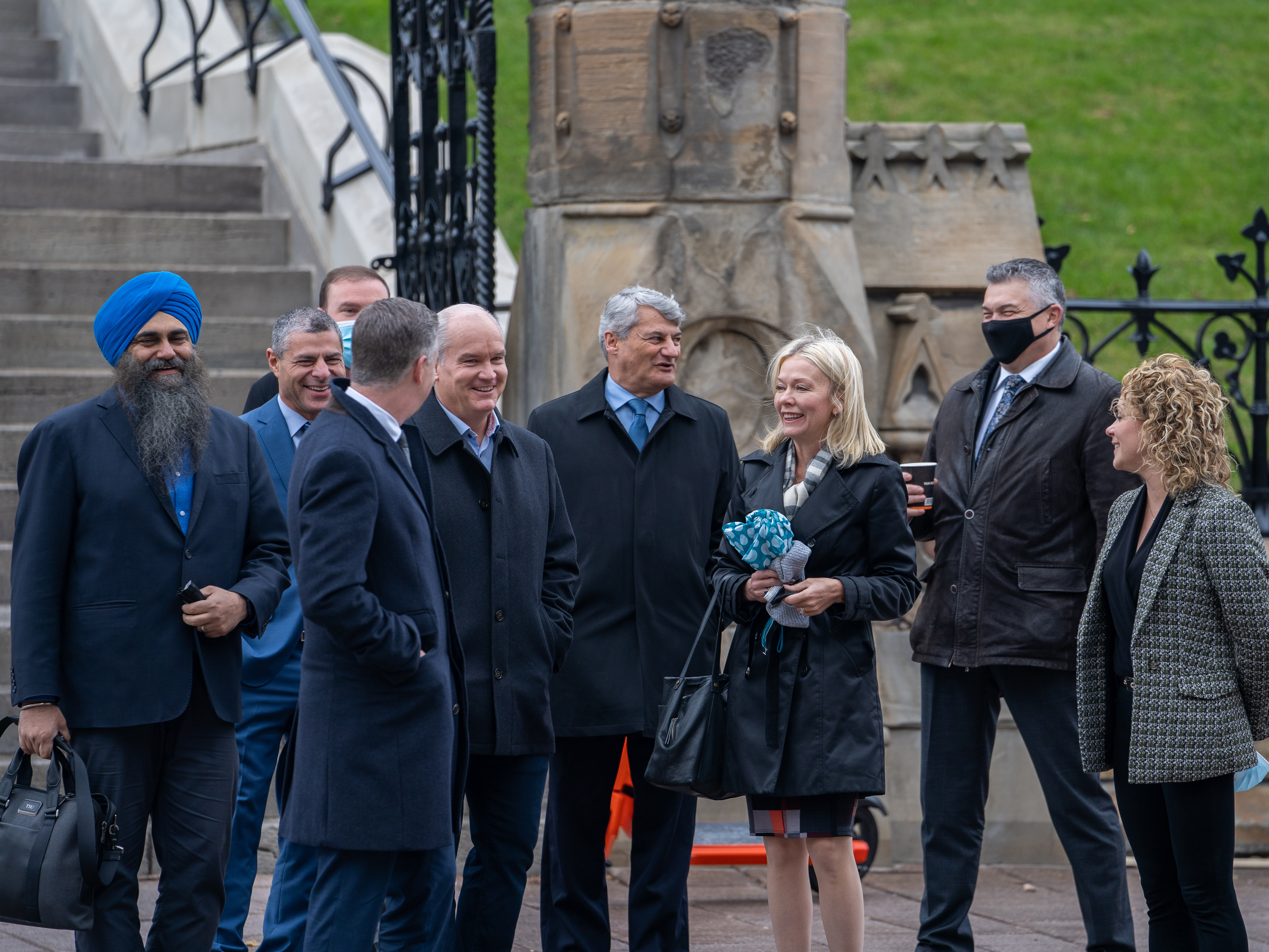
歐普和他的保守黨议员同事（2021年）

在2000年联邦大选中，歐普代表加拿大联盟党参加埃德蒙顿东南选区的竞选，最终以不到5,000票的差距落败。2004年联邦大选中，仅以134票之差落败。而在2008年联邦大选中，歐普赢得了埃德蒙顿-舍伍德公园选区，成为国会议员。
2008年12月，歐普被任命为卫生常设委员会和遗产常设委员会委员。 2010年，他被升格为卫生委员会代理主席。

### 国家大屠杀纪念碑
2007 年，渥太华大学学生、納粹大屠殺幸存者孙女劳拉·格罗斯曼开始倡导建造一座纪念碑，以纪念納粹德國犯下的暴行。最初，格罗斯曼与保守党议员、前记者和新闻主播彼得·肯特合作，后者承诺给予支持。然而，由于被任命为哈珀内阁成员，肯特无法提出私人议员法案。肯特找到了在议事日程上占据主导地位的歐普并同意发起该法案——最终命名为C-442法案。歐普认为这一努力对加拿大做出了重要贡献，并与格罗斯曼一起努力争取所有党派的支持。歐普还表示，他支持这项倡议是受到妻子基兰 (Kiran) 的影响。基兰于1994年加入了渥太华生者行進，成为参加这次旅程的唯一锡克教徒。 2010年，歐普提出了 C-442 法案。他在眾議院发表讲话时指出，加拿大是唯一一个没有大屠杀纪念馆的西方盟国。
C-442号法案在眾議院获得各党派的一致支持通过。该法案于2011年3月获得御准。国家大屠杀纪念碑于2017年9月27日在渥太华正式揭幕。

### 民主改革国务部长
2011年，歐普被任命为民主改革国务部长。歐普是第一位被任命为加拿大内阁成员的戴头巾的锡克教徒，也是哈珀政府中五位担任部长的少数族裔之一。在担任民主改革国务部长期间，歐普重点关注选区人口过剩和联邦选区边界重新分配的问题。

### 多元文化事务国务部长
2013年7月内阁改组中，乌帕尔被任命为多元文化事务国务部长。